# Katarina Ivanovska
Katarina Ivanovska (en macedonio: Катарина Ивановска; 18 de agosto de 1988) es una modelo y actriz macedonia. Empezó su carrera como modelo en 2004, apareciendo en la Semana de la Moda del Milán después de ganar el Look Models International, en el que se buscaban modelos en la República de Macedonia. En diciembre de 2004 apareció en una serie de imágenes para la revista Elle y también ha aparecido en Citizen K, Stiletto y las ediciones rusa e italiana de Vogue. Ha aparecido en la portada de las revistas Diva y Maxima y en anuncios para D&G en 2006. Es considerada la modelo macedonia más exitosa. En 2010, Ivanovska apareció en la edición serbia de Elle. En 2011 firmó un contrato para anunciar productos de Victoria's Secret. En 2011 consiguió su primer trabajo como actriz en la película macedonia sobre la Segunda Guerra Mundial, The Third Half, interpretando el papel de una joven judía llamada Rebecca.